# راكيل فيرنانديز
راكيل فيرنانديز (بالبرتغالية: Raquel Fernandes dos Santos) (21 مارس 1991 في البرازيل - ) هي لاعبة كرة قدم برازيلية في مركز الهجوم، شاركت في الألعاب الأولمبية الصيفية 2016. وشاركت مع منتخب البرازيل لكرة القدم للسيدات. أما مع النوادي، فقد لعبت مع أتلتيكو مينييرو وAssociação Ferroviária de Esportes (women) ‏.

## وصلات خارجية
- راكيل فيرنانديز على موقع الاتحاد الدولي (مؤرشف)  (الإنجليزية)
- راكيل فيرنانديز على موقع الاتحاد الأوربي (الإنجليزية)
- راكيل فيرنانديز على موقع قاعدة بيانات كرة القدم.إي يو (الإنجليزية)
- راكيل فيرنانديز على موقع Soccerway.com (الإنجليزية)
- راكيل فيرنانديز على موقع عالم كرة القدم.نت (الإنجليزية)
- راكيل فيرنانديز على موقع أوليمبيديا (الإنجليزية)
- راكيل فيرنانديز على موقع اللجنة الأولمبية البرازيلية (البرتغالية)